# Kanyini
Pour plus de détails, voir Fiche technique et Distribution.
Kanyini est un film documentaire aborigène et australien de 2006, créé par Bob Randall (en) et réalisé par Melanie Hogan (en) avec l'aide de Martin Lee. Il documente la vie de Randall et les enseignements philosophiques et spirituels Kanyini (en). Le tournage de l'interview de Bob Randall a constitué le fil conducteur du scénario. 

## Description
Le film explore la philosophie Kanyini et la vie de Bob Randall, aîné aborigène, chanteur et conteur qui vit à Mutitjulu (en), une ville à côté du plus grand monolithe du monde, Uluru, en Australie centrale. Bob Randall est un Tjilpi (oncle enseignant) du peuple Yankunytjatjara (en) et un membre des Générations volées. Son père écossais possédait une station d'essence, mais Bob Randall a surtout grandi dans le désert, auprès de sa mère Yankunytjatjara, à laquelle il fut arraché par des missionnaires pour être envoyé à Croker Island. 

### Principes de Kanyini
Kanyini est un mot Pitjantjatjara qui signifie interconnexion, attention, soutien, éducation et responsabilité,. Il décrit un mode de vie qui implique une responsabilité inconditionnelle entre les êtres vivants.
Les quatre principes de Kanyini sont : Ngura (connexion à la terre), Walytja (connexion à une famille vivante), Kurunpa (connexion spirituelle), Tjuukurpa (système de croyance en un mythe de création et code éthique de vie),.

### Génèse
Mélanie Hoggan travaillait pour la banque Macquarie, qu'elle quitte en 2000 pour étudier le cinéma à la New York Film Academy, puis au National Institute of Dramatic art. Elle termine ses études avec un diplôme de réalisatrice. Après avoir travaillé pour la BBC et Shekhar Kapur, elle commence, à vouloir se connecter avec l'histoire des aborigènes en Australie. Elle n'avait aucune connaissance initiale de la vie des aborigènes en Australie avant sa lecture du livre autobiographique de Bob Randall intitulé Songman qui l'impressionne au point de demander à le rencontrer.  Initialement, Randall lui demande de tourner un film pour lutter contre l'inhalation addictive de  pétrole dans sa communauté. Elle se rend compte après tournage qu'elle a suffisamment de prises de vues pour deux films, qui deviennent  Wilayat Petrol et Kanyini.

## Résumé
Bob Randall (1933-2015) partage sa connaissance de la sagesse et la spiritualité Anangu, son histoire personnelle et celles des luttes des aborigènes australiens dans l'Australie moderne. Randall explique qu'à la suite de l'arrivée des Européens en Australie, les Anangu ont perdu les quatre ressources spirituelles et philosophiques Kanyini qui rendaient leur survie possible. Tjuukurpa a été brisée lorsque les Européens ont imposé leur loi aux Anangu, Ngura a été brisé lorsque les aborigènes ont été forcés de quitter leurs terres traditionnelles (en), Walytja a été brisé lorsque les enfants de la génération de Randall ont été retirés de leur famille dans le cadre des générations volées et Kurunpa a été brisé lorsque la spiritualité aborigène a été remplacée par le christianisme. En expliquant la perte de Kurunpa, Randall note le décalage entre les enseignements de la Bible et les actions des hommes blancs qui les professaient,,,.

## Réception
Le film est diffusé au Festival du film de Sydney le 31 août 2006 en Australie avec une musique de David Page (en), Sam Petty and Manta. 
Il est élu « meilleur documentaire » au London Australian Film Festival (en) en 2007, lauréat du Inside Film Awards de la catégorie Independent Spirit  et lauréat du Discovery Channel Best Documentary Award en 2006.
Le film est parfois utilisé à des fins pédagogiques pour comprendre la perspective et l'histoire des aborigènes,, et la question  de l'écologie et du développement durable.

## Récompenses
- Discovery Channel Awards, meilleur film documentaire indépendant[1],[14].
- National Film and Sound Archive Awards, catégorie film indépendant[1],[14].